# مؤسسة فريدريش ناومان
مؤسسة فريدريش ناومان (بالألمانية: Friedrich-Naumann-Stiftung für die Freiheit) (FNF) هي مؤسسة ألمانية لأجل سياسات ليبرالية. تأسست العام 1958 من قبل ثيودور هيوس أول رئيس لجمهورية ألمانيا الفيدرالية وهي تدعو لتعزيز حرية الفرد والليبرالية.
تتبع المؤسسة مبادئ اللاهوتي البروتستانتي فريدريش ناومان (1860-1919). في بدايات القرن الماضي، اعتبر ناومان مفكرا ليبراليا وسياسيا رائدا. كما أيد وبقوة فكرة التعليم المدني، كما اعتقد أن وجود ديمقراطية فاعلة سياسيا تحتاج إلى مواطنين متعلمين. ووفقا له فان التعليم المدني هو شرط أساسي للمشاركة السياسية، وبالتالي الديمقراطية. ووفقا لهذا الصدد فان المؤسسة تعتبر وكيلا لليبرالية المنظمة، وهي تدهو لتعزيز هذا الأمر من خلال التعليم المدني، الحوارات السياسية الدولية، المشورة السياسية.
لدى المؤسسة مكاتب في عدة مواقع في أوروبا، أفريقيا، أمريكا وآسيا. كما تتمتع بروابط وثيقة مع الحزب الديمقراطي الحر في ألمانيا والليبرالية الدولية.
وفي حين أن أنشطة المؤسسة تهتم بتكوين حلقات دراسية تهتم بمجال التعليم المدني والمؤتمرات والمنشورات التي تهدف إلى تعزيز القيم والمبادئ الليبرالية، يوفر برنامج الحوار السياسي الدولي منتدى للنقاش لمجموعة واسعة من القضايا الليبرالية. وتركز برامج المشورة في المؤسسة على المرشحين للمناصب السياسية، الأحزاب السياسية الليبرالية وغيرها من المنظمات الديمقراطية.

## وصلات خارجية
- الموقع الرسمي للمؤسسة (بالإنجليزية)